# Spoorlijn Granahoehe - Igel
De spoorlijn Granahoehe - Igel was een Duitse spoorlijn in Rijnland-Palts en als spoorlijn 3124 onder beheer van DB Netze. De lijn vormde een verbinding tussen de spoorlijn Ehrang - Igel en de spoorlijn Koblenz - Perl over de Moezel bij Igel.

## Geschiedenis
Om de bestaande Moezelbrug bij Karthaus te ontlasten werd in 1907 besloten tot de bouw van een nieuwe oeververbinding bij Igel. De brug werd genoemd naar de Rijkspresident Paul von Hindenburg. Na de voltooiing van de brug in 1912 maakten de zware goederentreinen met kolen alleen nog gebruik van de nieuwe brug. In februari 1945 is de brug bij een Amerikaanse luchtaanval vernietigd en daarna niet meer herbouwd.

## Aansluitingen
In de volgende plaatsen is of was er een aansluiting op de volgende spoorlijnen:
aansluiting Granahoehe
DB 3010, spoorlijn tussen Koblenz en Perl
Igel
DB 3140, spoorlijn tussen Ehrang en Igel

## Galerij

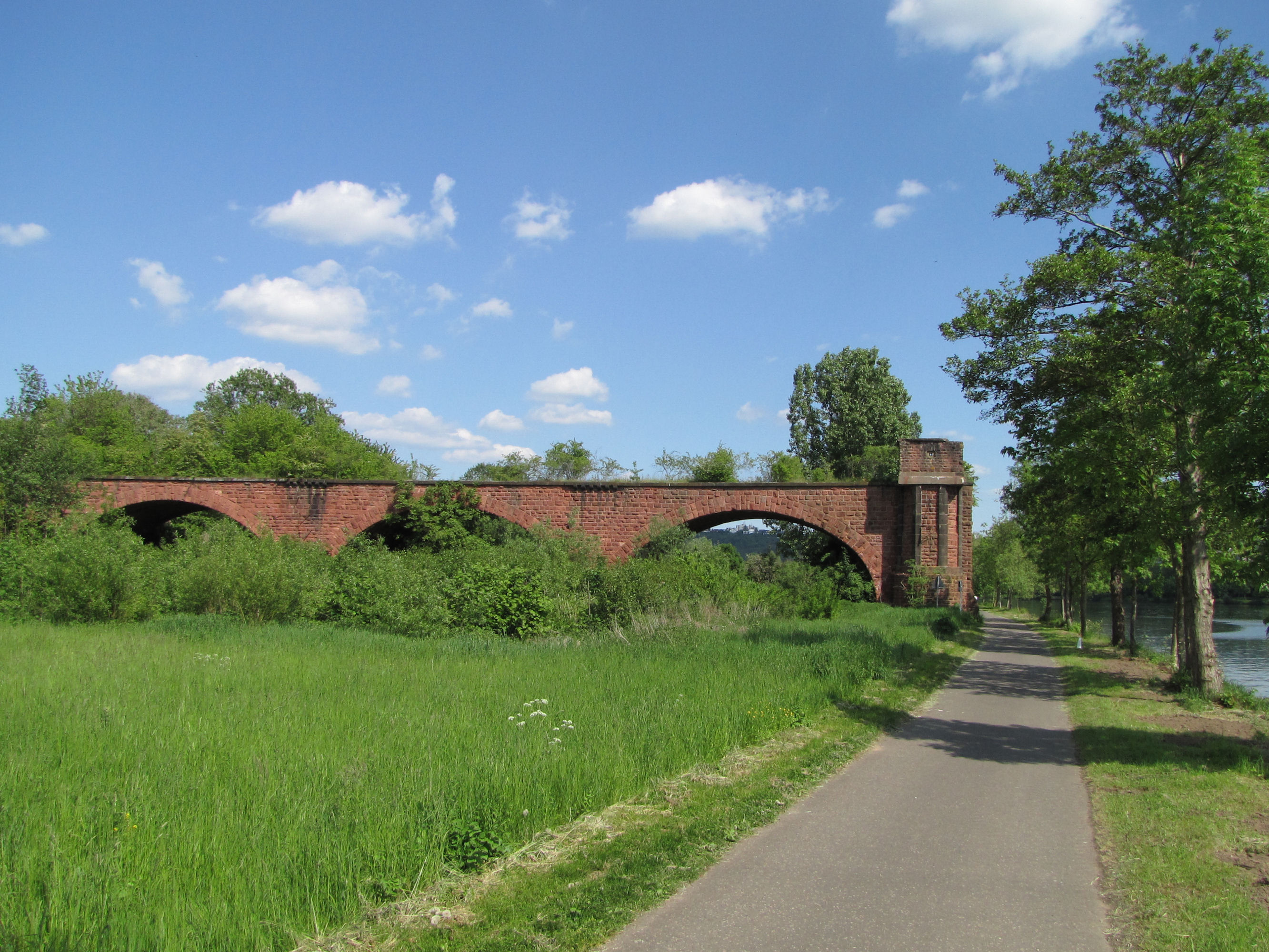
Hindenburgbrücke Igel/Mosel 2010